# (1250) Galanthus
(1250) Galanthus ist ein Asteroid des Hauptgürtels, der am 25. Januar 1933 vom deutschen Astronomen Karl Wilhelm Reinmuth in Heidelberg entdeckt wurde.
Der Name des Asteroiden ist von der Pflanzengattung der Schneeglöckchen abgeleitet.